# Красное (Туношенское сельское поселение)
Красное — село в Ярославском районе Ярославской области России,  входит в состав Туношенского сельского поселения. 

## География
Расположено в 17 км на северо-восток от центра поселения села Туношна и 29 км на восток от южной границы Ярославля.

## История
Церковь села Красного воздвигнута генералом Петром Племянниковым в 1707 году. Престолов в ней было три: Воскресения Христова, Казанской Божией Матери, Св. и чуд. Николая.
В конце XIX — начале XX село являлось центром Красносельской волости Ярославского уезда Ярославской губернии. В 1883 году в селе было 52 двора.
С 1929 года село являлось центром Красносельского сельсовета Борского (Некрасовского) района, с 1954 года — в составе Шимароновского сельсовета, с 1963 года — в составе Туношенского сельсовета Ярославского района, с 2005 года — в составе Туношенского сельского поселения.

## Население
| 1859 | 1883 | 2007 | 2010 |
| ---- | ---- | ---- | ---- |
| 325  | ↗421 | ↘197 | ↘169 |

## Достопримечательности
В селе расположена действующая Церковь Воскресения Христова (1707).

### Памятники
- Военному комиссару Плигину Н.В[8].

## Инфраструктура
ФАП (филиал Ярославской центральной районной больницы).